# Stockton Kings
O Stockton Kings (originalmente, Reno Bighorns) é um clube de basquetebol profissional estadunidense sediado em Stockton, Califórnia. É afiliado ao Sacramento Kings. Eles jogam na Conferência Oeste na NBA Development League (NBA D-League), uma liga pra jogadores em desenvolvimento para subir à National Basketball Association (NBA).

## História
Foi fundado em 2008 em Reno, Nevada, como Reno Bighorns. Em nove temporadas, se classificou para quatro mata-matas e só venceu uma rodada. Em 2017, foi relocado para Stockton, mais perto da equipe-mãe.